# Barragem do Alto Tâmega
A Barragem do Alto Tâmega é uma barragem de betão em arco de dupla curvatura no rio Tâmega. Situa-se nos concelhos de Ribeira de Pena e Vila Pouca de Aguiar, no distrito de Vila Real, Portugal.
Faz parte do Sistema Eletroprodutor do Tâmega, um complexo produtor de energia formado por três barragens e três centrais.
A Iberdrola assinou uma concessão de 70 anos com o Governo de Portugal em julho de 2014 para a concepção, construção e operação de três projetos: barragens do Alto Tâmega, Daivões e Gouvães.
A barragem foi inaugurada em janeiro de 2024.

## Barragem
A Barragem do Alto Tâmega é em betão de dupla curvatura com 104,5 metros de altura e um comprimento de coroamento de 335 metros.

## Albufeira
A área de superfície do reservatório da barragem é de 7,4 km2.

## Central hidroelétrica
A unidade geradora da barragem é composta por duas unidades turbinadas de 80 MW com vazão máxima de 200 m³/s, produzindo 139 GWh de eletricidade por ano. A barragem contém dois vertedouros laterais com capacidade combinada de descarga de 1.825m³/s, que protegem a barragem de galgamento.